# Naarakero
Naarakero är ett naturreservat i Övertorneå kommun i Norrbottens län.
Området är naturskyddat sedan 2009 och är 1 kvadratkilometer stort. Reservatet omfattar berget Naarakeros topparti och östra sluttning. Reservatet består av granurskog med inslag av lövträd.